# Tapixte
El tapixte o tapiste es un platillo típico de la baja cuenca del Papaloapan, en el estado de Veracruz, México.  Goza de fama local, se le consume frecuente en festejos (cumpleaños, bodas, bautizos), fiestas locales (Ferias y carnavales) y de venta durante los fines de semana en restaurantes, fondas o en casas particulares.
Incluye en su elaboración ingredientes procedentes de las raíces indígenas, españolas y negras, además pollo, en ocasiones suplido por cerdo, res o pescado, guisado en una salsa a base de acuyo o hierba santa, (Piper auritum), chile verde o chilpaya (Capsicum spp.), tomate verde o tomatillo (Physalis ixocarpa), cebolla, ajo, pimienta, comino, acompañada de rodajas de plátano o banano verde de las variedades conocidas como «macho» o «burro» (Musa paradisiaca) y envuelto a modo de un tamal en hojas de plátano o de platanillo, (Heliconia spp.), que en la región se conoce como «hoja de pozole» o «pozol»; el platillo envuelto se amarra con un mecate u otra fibra vegetal y se cuece al vapor apilado en un traste denominado «vaporera».